# EFM 104.5
EFM 104.5は、AtimeOnlineがタイ王軍を通じてのラジオ放送のデジタルシステムにインストールされたタイのラジオである。

## 歴史

### RVS 93.5
2004年に作られたラジオ放送、衛星システムの現代 ナコーンラーチャーシマー、ウドンターニー、ピサヌローク、チェンライ、チェンマイ、ソンクラーのコンセプトの声に耳を傾けている。

### EFM 94
2006年に作られたラジオ放送 バンコクから帰ったことです。現在朝のトーク 「チェー・カーオ・チャーオ」、2016年からのトーク「プット・トーク」など。

## トーク
チェーカーオチャーオ

## その他
EFM TOP AIRPLAY